# Szaratov
Szaratov (oroszul:  Сарaтов) Oroszország 17. legnépesebb városa, a Szaratovi terület központja.

## Fekvése
Moszkvától 850 km-re a Volga jobb partján mintegy 40 km hosszan terül el. Szaratovval szemben a Volga bal partján található Engels városa. A város déli határánál kezdődik a Volgográdi-víztározó.

## Története
A legmegbízhatóbb források szerint a város helyén a Volga jobb partján 1590-ben emeltek cölöpvárat a volgai kereskedelem biztosítására. Ez a cölöpvár 1616-ban leégett, ekkor új cölöpvárat építettek a folyó bal partján a Szaratovka folyó torkolatában.
Nyelvészek szerint a város nevének legvalószínűbb eredete az őslakos tatár-mongol nyelvű Szar-tau («сары» – «тау», sárga halom) szavakból ered.
1870-ben nyitották meg a Tambov–Szaratov vasútvonalat, amely Moszkván keresztül biztosította az összeköttetést Szentpétervárral is.

## Népessége
A város lakossága: 837 900 fő (a 2010. évi népszámláláskor), ebből 745 371 orosz, 14 778 tatár, 10 475  ukrán, 8892 örmény, 7288 kazah, 5728 azeri, 2276 mordvin, 2132 fehérorosz, 1812 zsidó, 1730 csuvas, 1290 lezg és 1095 üzbég lakos.

## Gazdasági élet, közlekedés

### Közlekedés
A város jelentős vasúti csomópont és fontos folyami kikötő. A város déli részén kezdődik a Volgográdi-víztározó, az innen induló hajók elérik a Kaszpi-tengert és a Fekete-tengert is. Régi repülőtere (IATA: RTW, ICAO: UWSS) a város területén helyezkedik el.
Szaratov új, korszerű nemzetközi repülőterét Jurij Gagarinról nevezték el és 2019. augusztus 20-án nyitották meg (az első gép 18-án szállt le). A város területén 1931-ben létesített központi repülőtér működését augusztus 21-én hivatalosan megszüntették. A Gagarin repülőtér Szaratovtól 30 km-re, Szaburovka falu körzetében épült. Kifutópályája 3000 m hosszú, 45 m széles, 23 000 m²-es terminálja évente egy millió utas tud kiszolgálni.

## Híres szaratoviak
- Roman Arkagyjevics Abramovics üzletember, politikus, labdarúgóklub-tulajdonos
- Fjodor Abramovics Blinov feltaláló, a lánctalpas traktorok kidolgozója
- Viktor Elpigyiforovics Boriszov-Muszatov festőművész
- Nyikolaj Gavrilovics Csernisevszkij orosz író, kritikus, esztéta
- Polina Gagarina énekesnő, a 2015-ös Eurovíziós Dalfesztivál 2. helyezettje
- Nyikolaj Nyikolajevics Szemjonov Nobel-díjas vegyész.